# Faggio (araldica)
In araldica il faggio compare frequentemente come arma parlante. Talora se ne rappresenta la sola foglia, simboleggia la buona fortuna, la prosperità e la stabilità.

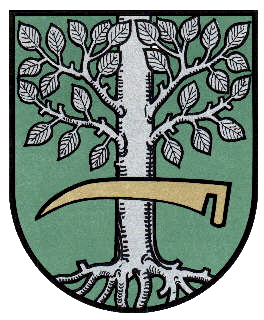
Di verde, al tronco di faggio sradicato d'argento caricato da una falce d'oro posta in fascia (stemma di Bokel, Germania)
D'oro, al faggio sradicato di verde; al capo di rosso, caricato di tre conchiglie del campo (Faye, Francia)
Di rosso al faggio sradicato al naturale, accompagnato in punta da due martelli d'argento posti in decusse (Selaya, Spagna)
D'azzurro, a tre foglie di faggio d'oro (Boksee, Germania)
D'oro, alla banda di rosso caricata di tre alerioni d'argento, accompagnata in capo da due ciliegie unite di rosso, e in punta da una foglia di faggio di verde (Le Clerjus, Francia)